# Ocho de Enero, Coahuila
Ocho de Enero är en ort i Mexiko.   Den ligger i kommunen Frontera och delstaten Coahuila, i den centrala delen av landet, 900 km norr om huvudstaden Mexico City. Ocho de Enero ligger 530 meter över havet och antalet invånare är 1 746.
Terrängen runt Ocho de Enero är platt, och sluttar norrut. Runt Ocho de Enero är det ganska tätbefolkat, med 149 invånare per kvadratkilometer. Närmaste större samhälle är Monclova, 12,4 km sydost om Ocho de Enero. Omgivningarna runt Ocho de Enero är i huvudsak ett öppet busklandskap.